# 洛日富日勒斯
洛日富日勒斯（法語：Loge-Fougereuse，法語發音：[lɔʒ fuʒʁøz]）是法国卢瓦尔河地区大区旺代省的一个市镇，属于丰特奈勒孔特区。

## 地理
洛日富日勒斯（46°36'47"N, 0°41'28"W）面积10.37 平方千米，位于法国卢瓦尔河地区大区旺代省，该省份为法国西部沿海省份，北起大西洋卢瓦尔省和曼恩-卢瓦尔省，西临大西洋，南至滨海夏朗德省，东部及东南部与德塞夫勒省接壤。
与洛日富日勒斯接壤的市镇（或旧市镇、城区）包括：昂蒂尼、拉沙泰涅赖、圣伊莱尔德武斯特、圣莫里斯德努、泰尔瓦勒。

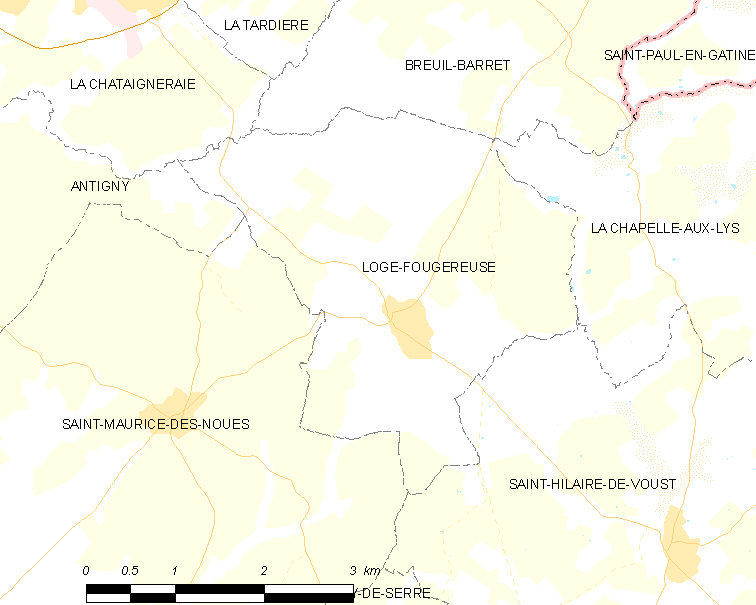
洛日富日勒斯的OSM定位图

洛日富日勒斯的时区为UTC+01:00、UTC+02:00（夏令时）。

## 行政
洛日富日勒斯的邮政编码为85120，INSEE市镇编码为85125。

## 政治
洛日富日勒斯所属的省级选区为拉沙泰涅赖县。

## 人口

1962-2008年间洛日富日勒斯人口变化图示

洛日富日勒斯于2022年1月1日时的人口数量为383人。